# Wahrer Wert
Der wahre Wert einer Größe kann unter verschiedenen Gesichtspunkten charakterisiert werden.
Die folgenden drei Definitionen sind hilfreich für das Verständnis dieses wichtigen Grundbegriffs; sie formulieren unterschiedlich, ohne sich zu widersprechen.
- In der Messtechnik erklärt man den wahren Wert (einer Messgröße) als Ende eines Weges: „Wert der Messgröße als Ziel der Auswertung von Messungen der Messgröße“.[2]
- Das internationale Joint Committee for Guides in Metrology versteht sich am Ziel und formuliert im International Vocabulary of Metrology so: „Größenwert, der mit der Definition einer Größe übereinstimmt“.[3][4]
- In der Qualitätssicherung und Statistik ist zu finden: „Tatsächlicher Merkmalswert unter den bei der Ermittlung herrschenden Bedingungen“.[5]

## Statistik/Datenanalyse
Die Bestimmung des wahren Werts einer Größe gehört zu den Aufgaben der Statistik/Datenanalyse. Die Erhebung von Daten kann als Messvorgang aufgefasst werden.
Beispiele für die anschließende Reduktion und Darstellung der Daten findet man in der deskriptiven Datenanalyse und in der explorativen Datenanalyse.
Beispiele für unterschiedliche Problemfelder zur Bestimmung des wahren Wertes einer Größe:
- Die inferenzielle Datenanalyse  schließt von der erhobenen Stichprobe auf die Eigenschaften in der nicht erhobenen Grundgesamtheit. Beispiel: Die Einschaltquote für Fernsehsendungen.
- Messung von Naturkonstanten. Beispiel: Der bestmögliche Wert für die magnetische Feldkonstante {\displaystyle \mu _{0}} einschließlich Messunsicherheit.[9]
- Messung von Zusammenhängen. Beispiel: Der Wert der an einer Schwingung einer Schraubenfeder beteiligten Masse, bestimmt aus dem Zusammenhang zwischen Schwingungsdauer der Schraubenfeder und der angehängten Masse.

Andere Methoden dienen der Überprüfung über die Art von Modellannahmen, zum Beispiel:
- Überprüfung, ob die Annahme (in etwa) angemessen ist, dass die Daten normalverteilt sind (z. B. Quantil-Quantil-Diagramm, Wahrscheinlichkeitspapier).
- Untersuchung von Symmetrien in der Verteilung und mögliche Ausreißer (Quantil-Diagramm[10]).
- Die Analyse und Interpretation von Residuen in einer Regressionsanalyse, u. a. auf das Vorhandensein eines systematischen Fehlers und die Verteilung  der zufälligen Fehler.
- Die Analyse und Interpretation von Achsenabschnitten und Nullstellen eines aus Zusammenhängen ermittelten Funktionsgraphen, u. a. auch auf Hinweise über einen systematischen Fehler.

Empirisch erhobene Daten unterscheiden sich vom wahren Wert um die systematischen und zufälligen Abweichungen. Man kann den Zusammenhang durch die Gleichung
Messwert = Wahrer Wert + systematische Abweichung + zufällige Abweichung
ausdrücken. Zufällige Abweichungen streuen in Betrag und Vorzeichen um den wahren Wert, eine systematische Abweichung kann fallweise positiv oder negativ sein. Dieses Gedankenmodell beschreibt die Situation klar und präzise, ist aber in dieser Form für die Praxis untauglich; denn in der Praxis sind nur die Daten (die Messwerte sind Daten im Sinne der Statistik) und nicht der genaue Wert der anderen Größen bekannt.
In der Praxis muss daher dieses Gedankenmodell modifiziert werden. Aus den Daten wird ein Schätzwert (Prognosewert) für den wahren Wert bestimmt und danach die Unterschiede zwischen dem Schätzwert und den Daten berechnet, die in diesem Modell zur Unterscheidung von den Abweichungen Residuen genannt werden. Für die Datenauswertung gilt also
Messwert = Schätzwert für den wahren Wert + Residuum
Residuen können sowohl positiv als auch negativ sein, je nachdem, ob der Messwert größer oder kleiner als der Schätzwert für den wahren Wert ist. Zwei besondere Schätzwerte seien erwähnt:
- Der Median der Daten. Er ist robust gegenüber Ausreißern und minimiert die Summe der Abstände zwischen Schätzwert und Messwert.
- Das arithmetische Mittel der Daten. Es reagiert empfindlich gegenüber Ausreißern, für diesen Schätzwert ist die Summe der Residuen Null und die Summe der Residuenquadrate minimal.  Mit Mitteln der Fehlerrechnung lässt sich zeigen, dass bei einer Messreihe, die keine Ausreißer enthält, und bei der keine systematische Abweichung vorliegt, der arithmetische Mittelwert der beste Schätzwert für den wahren Wert ist.

Eine Analyse und Interpretation der Residuen sowie andere oben genannte Methoden sollen Auskünfte über die Genauigkeit der Angabe des wahren Werts sowie über die Angemessenheit von Modellannahmen erbringen. Am Ende der Rechnung wird ein Intervall angegeben, das durch seine Konstruktion möglichst oft den wahren Wert enthält. Eine Sicherheit, dass der wahre Wert in diesem Intervall liegt, gibt es jedoch nicht.

## Physik/Messtechnik
Der wahre Wert einer physikalischen Größe „ist ein ideeller Wert, der aus Messungen geschätzt wird. Ausnahmen bilden definierte Werte von Messgrößen (z. B. Winkel des Vollkreises, Lichtgeschwindigkeit im Vakuum) oder die ermittelbare endliche Anzahl von Elementen einer festgelegten Menge von Objekten“.
Die Theoriengebäude der klassischen Physik erlauben eine sinnvolle Auffassung vom wahren Wert einer Messgröße. Hingegen muss im Bereich der Atome und subatomaren Teilchen die Quantenmechanik angewandt werden; in dieser Theorie hängt es von der gewählten Interpretation oder Formulierung ab (siehe Interpretationen der Quantenmechanik), ob man die Existenz wahrer Werte annimmt oder verneint.
Im Allgemeinen folgt der wahre Wert aus einer Theorie oder einem Modell: Die die physikalischen Zusammenhänge beschreibenden mathematischen Formeln arbeiten mit den wahren Werten der Größen. „Der wahre Wert eines mathematisch-theoretischen Merkmals wird auch exakter Wert genannt. Bei einem numerischen Berechnungsverfahren wird sich als Ermittlungsergebnis jedoch nicht immer der exakte Wert ergeben“. Ein „bekannter Wert für Vergleichszwecke, dessen Abweichung vom wahren Wert für den Vergleichszweck als vernachlässigbar betrachtet wird“, wird als richtiger Wert bezeichnet.
Ein Beispiel ist das Fallgesetz:
{\displaystyle s={\frac {1}{2}}\,gt^{2}.}
Die mathematische Formulierung setzt für den Weg {\displaystyle s}, die Fallbeschleunigung {\displaystyle g} und die Zeitspanne {\displaystyle t} wahre, d. h. fehlerfreie Werte voraus. In Messwerten gelesen wäre die Beziehung nicht exakt erfüllt. Aber aus Messwerten/Daten lässt sich der wahre Wert der Fallbeschleunigung {\displaystyle g} annähern. Das macht diese Gleichung und die Auswertungsverfahren in diesem Zusammenhang interessant: Ein physikalisches Gesetz wird in der Regel zunächst versuchsweise formuliert und daraufhin mit Hilfe von Experimenten geprüft.
Wahre Werte sind nicht direkt messbar, sondern sind lediglich auf Wertintervalle eingrenzbar. Eine Bestätigung von Naturgesetzen ist folglich immer nur im Rahmen der Messunsicherheit möglich. Die Metrologie weist der Analyse und Verarbeitung von Messabweichungen zentrale Bedeutung zu.
Der wahre Wert sollte nicht mit dem Istwert einer Regelgröße verwechselt werden.